# 瑞艾蒙代
瑞艾蒙代（法語：Juaye-Mondaye，法語發音：[ʒɥɛ mɔ̃dɛ] ⓘ）是法国卡尔瓦多斯省的一个市镇，属于巴约区。

## 地理
瑞艾蒙代（49°12'23"N, 0°41'16"W）面积16.12 平方千米，位于法国诺曼底大区卡爾瓦多斯省，该省份为法国西北部沿海省份，北濒大西洋英吉利海峡，东北与滨海塞纳省以海上边界相接，东临厄尔省，南至奧恩省，西与芒什省接壤。
与瑞艾蒙代接壤的市镇（或旧市镇、城区）包括：阿尔冈希、比塞勒、舒安、瑟勒河畔孔代、埃隆、兰热夫尔、圣保罗迪韦尔奈、特兰日、欧尔瑟勒。

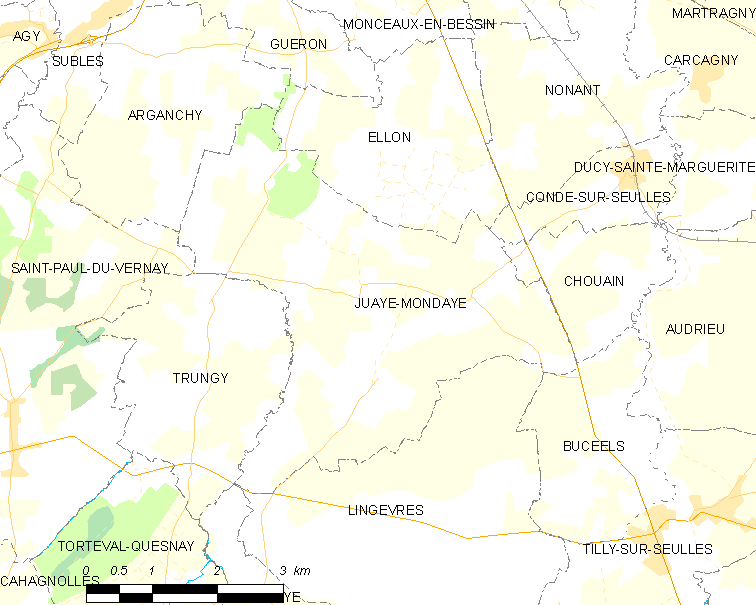
瑞艾蒙代的OSM定位图

瑞艾蒙代的时区为UTC+01:00、UTC+02:00（夏令时）。

## 行政
瑞艾蒙代的邮政编码为14250，INSEE市镇编码为14346。

## 政治
瑞艾蒙代所属的省级选区为巴约县。

## 人口

1962-2008年间瑞艾蒙代人口变化图示

瑞艾蒙代于2022年1月1日时的人口数量为697人。